# Lenard (cráter)
Lenard es un cráter de impacto ubicado en la cara oculta de la Luna, cerca del polo norte del satélite. Forma parte de la pared del cráter Hermite, y se encuentra al norte de los cráteres Lovelace y Froelich.
|  |

El cráter tiene una forma circular, con un perfil considerablemente dañado. El brocal aparece muy aplanado, marcado por numerosos cráteres pequeños. Al noreste, la plataforma interior de Lenard se une a través de su borde completamente destruido con el suelo de Hermite. La altura de su contorno sobre el terreno circundante alcanza los 1080 m. Su volumen es de aproximadamente 1600 km³, y su suelo carece de elementos notables. Debido a su proximidad al polo norte, casi siempre está a la sombra.
La UAI le asignó su nombre en 2008, en memoria del físico húngaro Philipp Lenard (1862-1947).

## Referencias

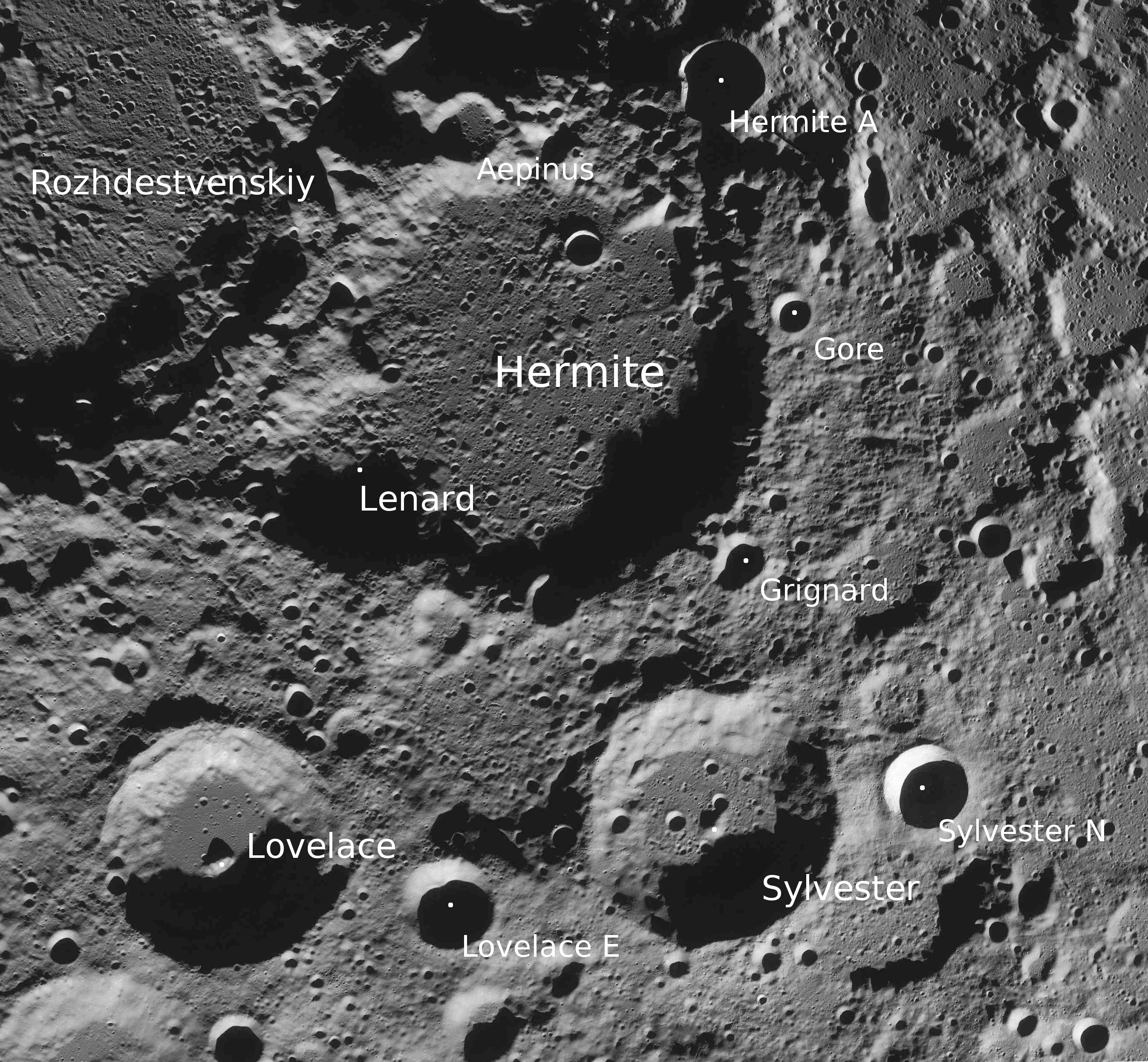
Fotografía de la misión Lunar Reconnaissance Orbiter